# Albert Heising
Albert Anton Friedrich Heising (* 17. Dezember 1857 in Rheda; † 15. März 1929 in Bonn) war ein deutscher Verwaltungsjurist und Landrat im Kreis Ahrweiler.

## Leben
Als Sohn eines Fabrikbesitzers geboren, studierte Heising Rechtswissenschaft an der Universität Bonn. Während seines Studiums wurde er 1875 Mitglied der Norddeutschen Verbindung (seit 1919 Burschenschaft der Norddeutschen Bonn). Nach Examen und seiner Zeit als Regierungsassessor in Arnsberg, wurde er 1889 kommissarischer und 1890 endgültiger Landrat im Kreis Ahrweiler. 1909 wurde er Geheimer Regierungsrat. Von 1894 bis 1920 gehörte er dem Provinziallandtag der Rheinprovinz an. 1923 wurde er von den Franzosen ausgewiesen und ging in den Ruhestand.

## Ehrungen
- Roter Adlerorden, 4. Klasse
- Kronenorden, 3. Klasse